# Puntioplites proctozystron
 Puntioplites proctozystron és una espècie de peix cipriniforme de la família dels ciprínids.

## Morfologia
Els mascles poden assolir els 30 cm de longitud total.

## Distribució geogràfica
Es troba a la península de Malaca i als rius Maeklong, Chao Phraya i Mekong.